# Holt, Norfolk
Holt är en stad och en civil parish i North Norfolk, Norfolk, England. Orten hade 3 550 invånare (2001).